# Amour interdit
Ne doit pas être confondu avec L'Amour interdit.
Pour plus de détails, voir Fiche technique et Distribution.
Amour interdit, ou Leçons sur l'oreiller au Québec (The Sleeping Dictionary) est un film américain d'aventure et de romance réalisé par Guy Jenkin (en) et sorti en 2003.

## Synopsis
En 1936, John Truscott (Hugh Dancy), jeune homme d'une vingtaine d'années, arrive dans la colonie britannique de Sarawak (Malaisie) pour y seconder le gouverneur. Il est désigné pour gérer une des tribus locales, les ibans. John aura, avec son éducation anglaise beaucoup de mal à s'adapter aux coutumes des autochtones. Il se heurte tout d'abord à l'aspect laxiste et hédoniste des indigènes, puis il devient compréhensif et se laisse progressivement changer par leur société. Pour qu'il apprenne la langue des ibans, la maison longue (ici la tribu) lui envoie une fille dictionnaire, nommée Selima (Jessica Alba). Les filles dictionnaires sont supposées apprendre la langue de manière intensive au colon qu'elles ont choisi c'est-à-dire dans la vie de tous les jours mais aussi sur l'oreiller. D'abord réticent envers cette coutume qui va à l'encontre de ses mœurs, John finit par tomber amoureux de la jeune fille et souhaite l'épouser. Mais contraint par le gouverneur et les Anglais de la région qui menacent de l'envoyer en prison, il finit par y renoncer, épouse la fille du gouverneur et rentre en Angleterre. Un an après, il revient dans la jungle et retrouve Selima qui a eu un enfant de lui. S'affranchissant des normes, il renie son pays et s'enfuit avec elle dans la jungle.

## Fiche technique
- Titre original : The Sleeping Dictionary
- Titre français : Amour interdit
- Titre québécois : Leçons sur l'oreiller
- Réalisation : Guy Jenkin
- Scénario : Guy Jenkin
- Producteurs : Simon Bosanquet, Frank Hildebrand, Jimmy Mulville, Denise O'Donoghue, Mark Ordesky, Chandran Rutnam
- Musique : Simon Boswell
- Cadreur : Martin Fuhrer
- Montage : Lesley Walker
- Décors : Simon Holland
- Directeur artistique : Clinton Cavers
- Effets spéciaux : Tony Phelan, Ian Wingrove, Mill Films
- Productions : New Line Productions, Katira Productions GmbH & Co. KG, Fine Line Features
- Distribution : Fine Line Features, PlayArte Home Vídeo, Warner Home Video
- Durée : 109 min.
- Son : Dolby Digital
- Genre : Drame, Romantique
- Dates de sortie :
  - Mexique : 31 janvier 2003
  - États-Unis : 18 février 2003

## Distribution
Légende : VF = Version Française et VQ = Version Québécoise
- Jessica Alba (VF : Barbara Delsol ; VQ : Catherine Bonneau) : Selima
- Hugh Dancy (VF : Damien Boisseau ; VQ : Gilbert Lachance) : John Truscott
- Bob Hoskins (VF : Patrick Messe ; VQ : Yves Massicotte) : Henry Bullard
- Brenda Blethyn (VF : Annie Sinigalia ; VQ : Madeleine Arsenault) : Aggie Bullard
- Emily Mortimer (VF : Rafaèle Moutier ; VQ : Dominique Leduc) : Cecil Bullard
- Christopher Ling Lee Ian : Jasmine
- Junix Inocian : Famous
- Michael Jessing Langgi : Melaka
- Mano Maniam : Policier
- K.K. Moggie : Tipong
- Cicilia Anak Richard : Jester Woman
- Malcolm Rogers : Vicar
- Eugene Salleh (VF : Thierry Ragueneau ; VQ : Tristan Harvey) : Belansai
- Noah Taylor (VQ : François Godin) : Neville
- Kate Helen White : Mandar
- Prang : Famous Monkey